# The Bugs Bunny Blowout
The Bugs Bunny Blowout, conocido en Japón como Happy Birthday Bugs (ハッピーバースディ・バックス?) y en Estados Unidos como 'The Bugs Bunny Birthday Blowout, es el título de un videojuego de Kemco para Nintendo Entertainment System. Es una secuela del juego titulado The Bugs Bunny Crazy Castle lanzado en el año anterior. 